# Barbro Jöberger
Barbro Ingegerd Jöberger, född Wikström 14 november 1944 i Bollnäs församling, är en svensk författare, bloggare och före detta journalist. Hon arbetade vid Dagens Nyheter från 1970 till sin pensionering 1993 och skriver sedan 2010 texter och böcker under pseudonymen Julia Caesar. Hennes senare texter har av Dagens Nyheter beskrivits som "radikala med rasbiologiska perspektiv".

## Biografi
Jöberger avlade studentexamen i Bollnäs 1965 och journalistexamen i Göteborg 1967. Hon arbetade mellan 1967 och 1969 vid Dala-Demokraten och vid Dagens Nyheter från 1970. Hon skrev även böcker om sjukvård och omsorg. I slutet av 1980-talet engagerade hon sig i de kontroversiella teorierna kring oral galvanism som man trodde berodde på kvicksilverlegeringen amalgam som användes som tandlagningsmaterial. I en debattartikel i Dagens Nyheter 1989 hävdade hon att 10–20 procent av den vuxna befolkningen var förgiftad och hon deltog även i Sveriges Televisions debattprogram Svar direkt i frågan. Amalgam förbjöds helt som tandlagningsmaterial 2009. År 1993 förtidspensionerades hon på grund av elöverkänslighet.
Jöberger är dotter till Stig Wikström (1922–2001) och Karin Ahlström (1923–2012), vilka båda arbetade vid Postverket. Mellan 1971 och 1982 var hon gift med DN-journalisten Sven Åke Jöberger (1943–1999), ursprungligen Johansson.

## Pseudonymen Julia Caesar
Under pseudonymen Julia Caesar (se skådespelaren Julia Cæsar) har Jöberger intagit en starkt kritisk hållning till svensk invandringspolitik. Hennes texter har publicerats på den danska högerextrema och islamofobiska bloggen Snaphanen samt i Avpixlat och Exponerat. Hon har även skrivit ett antal högerextrema böcker.
Per Gudmundson jämförde i november 2010 Caesars texter med samizdat, underjordisk litteraturspridning i Sovjetunionen och i östblocket under det kommunistiska styret.
Frilansjournalisten Annika Hamrud och DN-journalisten Niclas Orrenius hade oberoende av varandra börjat intressera sig för vem som stod bakom pseudonymen Julia Caesar. De kontaktade Jöberger ett flertal gånger och besökte även hennes hemadress. Detta tolkade Jöberger som att tidningarna snart skulle skriva om henne och publicera hennes namn. Den 29 augusti 2015 gick hon till häftig motattack i en krönika på Snaphanen och skrev bland annat att hon kände sig förföljd och trakasserad. Utgående från vad hon läst på Caesars blogg tog Marika Formgren Jöberger i försvar och uppmanade till bojkott mot DN. Några dagar senare publicerade Expressen en artikel där Jöbergers identitet avslöjades mot hennes vilja. Namnpubliceringen motiverades med att hon hade missbrukat yttrandefriheten. Även DN publicerade en artikel om konflikten kring pseudonymen Julia Caesar men undvek att publicera namnet.
Ulf Nilson skrev oktober 2010 i Expressen i en krönika uppskattande om boken Världsmästarna: när Sverige blev mångkulturellt, som publicerades under pseudonymen Julia Caesar, där han beskrev den som "utomordentligt skriven och disponerad" och att den målade en "hemsk bild av dagens och förvisso framtidens Sverige". Nilson skrev även att "Julia Caesar [har] valt pseudonym av säkerhetsskäl. Ja: säkerhetsskäl, risken att bli attackerad, kanske mördad." Några timmar efter att Expressen namngivit Jöberger avpublicerade tidningen Ulf Nilsons krönika från sin webbplats. Expressens kulturchef sade att det var för att tidningen hade fått en fullständigare bild av vem pseudonymen var och inte ville riskera att ge henne legitimitet. Aftonbladets Åsa Linderborg skrev att avpubliceringen gav intrycket av historierevisionism.